# 唐·瓦格斯塔夫
唐·瓦格斯塔夫（英語：Don Wagstaff，1949年7月24日—），澳大利亚男子跳水运动员。他曾代表澳大利亚参加1966年、1970年、1974年和1978年英联邦运动会跳水比赛，获得四枚金牌、二枚银牌和一枚铜牌。他也曾参加1968年、1972年和1976年夏季奥运会。